# Прамоно Эдди Вибово
Прамо́но Э́дди Вибо́во (индон. Pramono Edhie Wibowo, 5 июня 1955 — 13 июня 2020) — индонезийский военный и политический деятель, генерал. В 2001 году занимал должность адъютанта при президенте Индонезии Мегавати Сукарнопутри. В 2008—2009 годах — командующий Командования сил специального назначения (Копассус), в 2010—2011 годах — командующий Командованием стратегического резерва Сухопутных войск (Кострад). В июне 2011 года назначен начальником штаба Сухопутных войск Индонезии. В мае 2013 года вышел в отставку.
Сын генерала Сарво Эдди, шурин действующего президента Индонезии Сусило Бамбанга Юдойоно.
Член президентской Демократической партии. Рассматривался партийным руководством как один из наиболее вероятных кандидатов для выдвижения на президентских выборах 2014 года.